# Гробниця Тутмоса II
Гробниця Тутмоса II — королівська гробниця стародавнього Єгипту, розташована в районі Ваді Габбанат ел-Куруд на захід від Луксор. Гробниця, також відома за своїм номером гробниці Wadi C-4, належала Тутмосу III, фараону 16–15 століть до н.е. У гробниці відсутня мумія Тутмоса, яка була переміщена і знайдена в 1881 році в Королівському сховищі, куди в давнину було переміщено багато царських саркофагів. 
Виявлена завдяки спільній єгипетсько-британській археологічній експедиції, гробницю відкрив Ашраф Омар у 2022 році, про що було оголошено у попередньому звіті наступного року. Wadi C-4 є першою королівською гробницею періоду Нового Царства або Єгипетської імперії, яка була відкрита після гробниці Тутанхамона у 1922 році.

## Відкриття
Перші дослідження розпочалися у жовтні 2022 року з відкриття входу та головного проходу у Wadi C на захід від Луксора, який отримав позначення Wadi C-4. Вважалося, що гробниця залишалася запечатаною з часів Третього проміжного періоду. Неодноразові затоплення заповнили головну вісь щільно упакованим сміттям, яке затверділо до консистенції, схожої на бетон. Це також порушило структурну цілісність стель гробниці, що призвело до часткових обвалів. 
Команда археологів спочатку запідозрила, що гробниця належала царській дружині через її близькість до гробниць трьох дружин Тутмоса ІІІ та передбачуваного королівського поховання Хатшепсут. Ретельні розкопки тривали майже три роки, перш ніж королівська приналежність гробниці була підтверджена.
Єгипетське міністерство туризму та старожитностей заявило, що це перше відкриття гробниці фараона з часів гробниці Тутанхамона у 1922 році. Проте з того часу було виявлено декілька королівських гробниць, зокрема Псусеннеса I (Третій проміжний період) у 1940 році та Сенебкай (Другий проміжний період) у 2014 році. Гробниця Тутмоса II була першою королівською гробницею Нового Царства, відкритою з часів гробниці Тутанхамона.

## Дизайн та архітектура

План гробниці

Гробниця має простий архітектурний дизайн, характерний для періоду після правління Тутмоса II, який вплинув на структуру поховання наступних єгипетських правителів. Її розташування поблизу Долини Царів та місць поховання королівських дружин дає змогу прослідкувати еволюцію ритуалів поховання під час Вісімнадцятої династії. Гробниця була збудована за зразком раннього варіанту зігнутої осі, що відхиляється ліворуч, який згодом став стандартом для королівських гробниць пізнішої Вісімнадцятої династії.
Гробниця має три великі камери, позначені як A, B, D. Камера C є меншою та розташована поруч із камерою B. Камера A є найвнутрішньою та найбільшою; вона колись була прикрашена, проте збереглися лише незначні частини декорацій, переважно у кутках. Є два коридори: Коридор 1 є головним, що утворює вхід і веде до камери D, а Коридор 2, який з’явився пізніше, починається з західної сторони Коридору 1 і проходить до головної камери A, входячи в приміщення на висоті 1,7 м над рівнем підлоги.
Незвичайний другий коридор має білу гіпсову штукатурку і свідчить про два етапи розширення. На відміну від типової поховальної коридорної системи, що нахиляється вниз, цей прохід піднімається вгору та перетинає камеру поховання на висоті 1,4 або 1,7 м. над підлогою.
Стан гробниці значно погіршився, насамперед через повінь, що сталася невдовзі після поховання Тутмоса II. Археологічні дані свідчать про те, що після цих давніх повеней багато з первісного вмісту гробниці було переміщено, щоб захистити його від подальшого пошкодження. Незабаром після початкового поховання тіло Тутмоса II було переміщене до Дейр ель-Бахрі, де в 19 столітті було виявлено його мумію.

## Знахідки
Вміст гробниці включав кілька артефактів, які підтвердили її королівське походження. Вцілілі декоративні елементи включали алебастрові посудини з ієрогліфічними написами імені Тутмоса II, які називають його Осірісом Ахеперенре (посилання на преномен Тутмоса II), та ієрогліфічні написи його дружини-сестри Хатшепсут, що дозволяє припустити, що його поховальні обряди були здійснені Хатшепсут, оскільки його син і наступник Тутмос III був занадто малий, щоб виконати їх самостійно. Виявлені артефакти стали першими елементами поховального інвентарю Тутмоса II, а археологи вважають, що інші предмети були знищені через затоплення гробниці.

## Оздоблення
Багато настінних прикрас сильно постраждали від паводків, які періодично проносяться долиною. Під час розкопок були виявлені фрагменти розчину, прикрашені синіми написами та жовтими зірчастими мотивами. На фрагментах жовтуватого тла, що мало імітувати старий папірус, було виявлено, що гробниця також містила частини Амдуату — поховального тексту, який зазвичай зустрічається в королівських гробницях цього періоду та покликаний супроводжувати померлих правителів у загробному житті, із текстом, написаним у курсивних ієрогліфах, що частіше використовувалися для священних текстів на папірусі. Таким чином, археологи дійшли висновку, що оздоблення гробниці спочатку мало б нагадувати прикрашення KV34, гробниці сина Тутмоса II, Тутмоса III.